# George Nympton
George Nympton (również: Nympton St. George lub Nymet St. George) – wieś i civil parish w Anglii, w hrabstwie Devon, w dystrykcie North Devon. W 2011 civil parish liczyła 175 mieszkańców. George Nympton jest wspomniana w Domesday Book (1086) jako Limet/Nimete/Nimet/Nimeta.